# Sveti Andraž v Slovenskih goricah
Sveti Andraž v Slovenskih goricah est une commune située dans la région de Basse-Styrie au nord-est de la Slovénie.

## Étymologie
Le nom de la commune signifie « Saint André en Slovenske Gorice ».

## Géographie
La commune de Sveti Andraž v Slovenskih goricah est localisée au nord-est de la Slovénie près de Ptuj dans la région vallonnée du Slovenske Gorice en Basse-Styrie.

### Villages
Les localités qui composent la commune sont Drbetinci, Gibina, Hvaletinci, Novinci, Rjavci, Slavšina et Vitomarci.

## Démographie
Entre 1999 et 2021, la population de la commune est restée stable et légèrement supérieure à 1 000 habitants,.
Évolution démographique
| 1999  | 2000  | 2001  | 2002  | 2003  | 2004  | 2005  | 2006  | 2007  |
| ----- | ----- | ----- | ----- | ----- | ----- | ----- | ----- | ----- |
| 1 264 | 1 266 | 1 277 | 1 277 | 1 274 | 1 270 | 1 253 | 1 248 | 1 249 |
| 2008  | 2009  | 2010  | 2011  | 2012  | 2013  | 2014  | 2015  | 2016  |
| 1 244 | 1 207 | 1 209 | 1 221 | 1 181 | 1 138 | 1 164 | 1 164 | 1 160 |
| 2017  | 2018  | 2019  | 2020  | 2021  |       |       |       |       |
| 1 143 | 1 157 | 1 180 | 1 180 | 1 203 |       |       |       |       |